# Dispensa da matrimonio rato e non consumato
La dispensa da matrimonio rato e non consumato nella Chiesa cattolica viene concessa dal Pontefice nei casi in cui sia stato accertato che il matrimonio, malgrado la corretta celebrazione, non sia stato poi consumato attraverso l'atto sessuale tra i coniugi.

## Procedura
La procedura prevede che il vescovo diocesano, dopo aver ricevuto la richiesta, proceda all'istruttoria per accertare se esistano i requisiti per la concessione della dispensa, che scioglie il matrimonio. Le cose da accertare prima di trasmettere la pratica alla Curia romana saranno due:
- la mancata consumazione: la consumazione del matrimonio, secondo il diritto canonico, avviene quando gli sposi compiono l'atto sessuale in modo libero e consapevole; non basta che ci sia stato un rapporto fisico completo tra i due dopo la celebrazione delle nozze, è necessario che tale rapporto sia stato libero e consapevole. Ad esempio non costituisce consumazione un rapporto estorto con la forza o compiuto sotto l'effetto di sostanze come alcol o droghe.
- l'esistenza di una giusta causa per la dispensa: infatti il matrimonio, pur non consumato, è stato celebrato regolarmente, è dunque valido e prima di scioglierlo la Chiesa vuole verificare l'opportunità di questa decisione. Lo scioglimento in questo caso non è mai un diritto dei coniugi (come invece avviene nella dichiarazione di nullità del sacramento del matrimonio), ma una grazia concessa dall'autorità.

Dopo aver compiuto l'istruttoria diocesana, la procedura diventa di competenza della Curia romana: il fascicolo viene trasmesso dapprima all'apposito ufficio presso il Tribunale della Rota Romana e successivamente passa alla Segreteria di Stato per la firma del Papa, che è l'unico in grado di concedere la dispensa.